# Straat van Litke

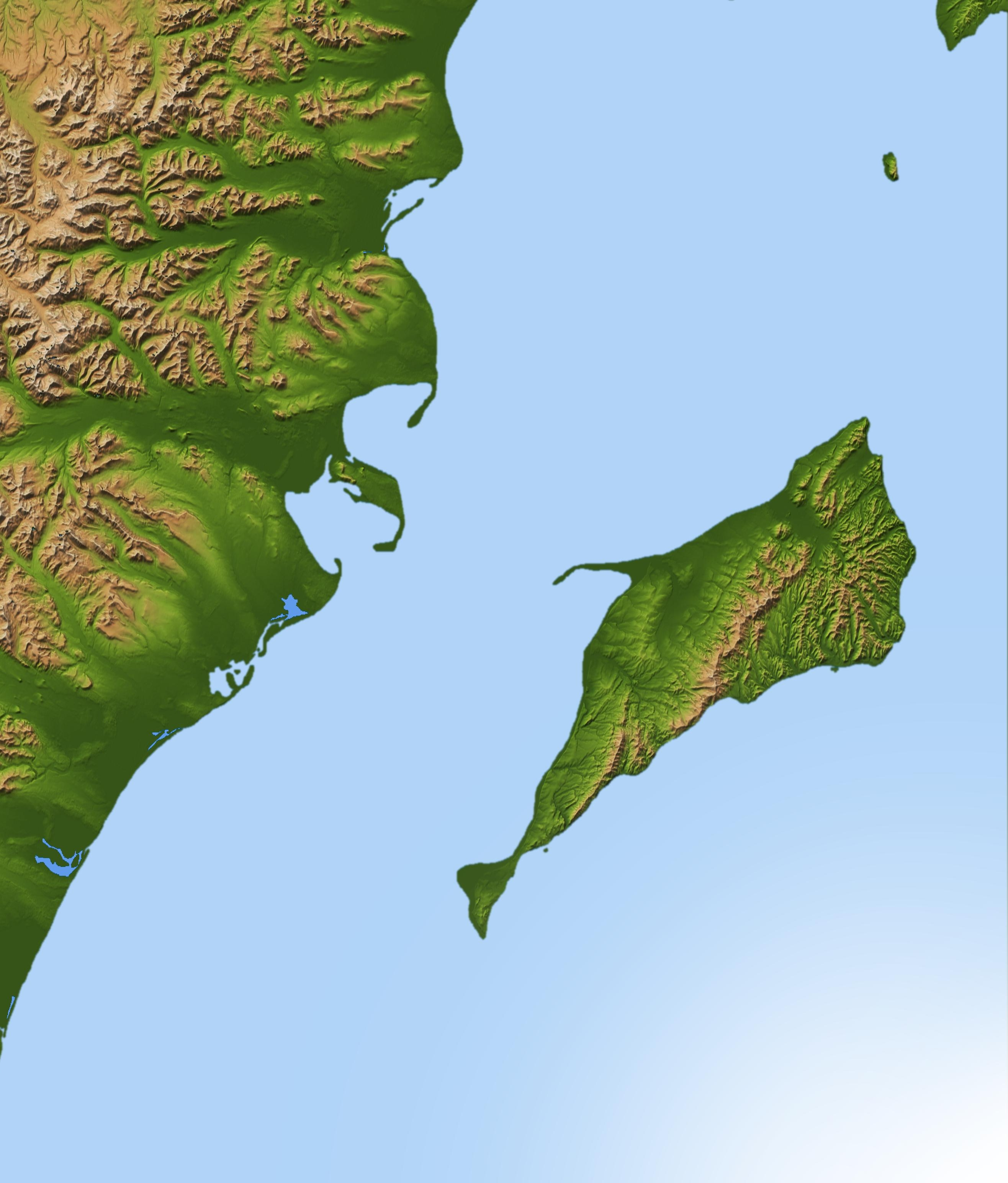
de Straat van Litke tussen Karaginski (rechts) en Kamtsjatka

De Straat van Litke (Russisch: пролив Литке; proliv Litke) is een zeestraat in de Beringzee voor de noordoostelijke kust van het Russische schiereiland Kamtsjatka, die het Karaginski-eiland scheidt van het vasteland. De breedte van de straat varieert van 21 tot 72 kilometer.
De straat werd in 1910 postuum vernoemd naar zeevaarder Fjodor Litke, die de straat in 1828 onderzocht op het schip de Senjavin.